# ارتش ۱۵ نیروهای ویژه هوافضا
ارتش ۱۵ نیروهای ویژه هوافضا (انگلیسی: 15th Aerospace Forces Army) ارتش میدانی و یک تشکیلات نظامی نیروی فضایی روسیه است که در ۱ دسامبر ۲۰۱۱ تشکیل شد. ستاد مرکزی این ارتش در مسکو قرار دارد.
هدف این واحد، بهره‌برداری از سیستم‌های هشدار اولیه موشک‌های بالستیک و انجام سایر عملیات نظامی مرتبط با حوزه فضا، از جمله فرماندهی و کنترل ماهواره است.
این واحد در ۱ دسامبر ۲۰۱۱ به‌عنوان واحدی که بطور مستقیم تحت نظر نیروی هوافضای روسیه است، ایجاد شد. در سال ۲۰۱۵ هنگامی که نیروهای فضایی روسیه دوباره تأسیس شدند، ارتش ۱۵ نیروهای هوافضا به فرماندهی فضایی واگذار شد.